# GloraX
GloraX (Гло́ракс) — российская девелоперская группа компаний. Входит в топ-3 застройщиков Санкт-Петербурга. Выручка за 2020 год — 10 млрд рублей. Владельцы компании: Андрей Биржин (95 %) и Александр Андрианов — (5 %).

## История
Компания GloraX была основана в 2014 году Андреем Биржиным. До этого Биржин был акционером и руководителем девелопера Tekta Group. По договорённости с бывшими партнёрами Биржин не мог начать свои проекты в Москве на протяжении трёх лет, поэтому новый собственный девелоперский бизнес начал в Санкт-Петербурге.
В 2017 году компания GloraX купила у структур РЖД участок 18 га в центре Санкт-Петербурга, недалеко от Московского вокзала. В 2018 году застройщик рассматривался РЖД как один из возможных инвесторов по реконструкции Павелецкого вокзала‍. В том же году Glorax проявила интерес к конкурсу РЖД в Перми — строительству транспортно-пересадочного узла.
В 2018 году девелопер вошёл в пятерку, а в 2020 году — в топ-3 крупнейших застройщиков Санкт-Петербурга.
В 2019 году застройщик стал лидером рынка жилой недвижимости Санкт-Петербурга по версии PROESTATE & TOBY AWARDS. В этом же году девелопер завершил проект для обманутых дольщиков, обязательства перед которыми не выполнил прежний застройщик Мейн Хаус.
В 2021 году была анонсирована перестройка исторического центра Нижнего Новгорода с участием GloraX. В декабре девелопер купил участок под первый девелоперский проект в Нижнем Новгороде.
В том же году в состав директоров вошёл Флориан Янсен, покинувший до этого должность исполнительного директора «Магнита». Янсен — сооснователь Lamoda, одного из крупнейших интернет-магазинов в России и СНГ. В круг задач Янсена входят инновации и инвестиции в стартапы. В частности, одно из направлений работы Янсена — создание онлайн-платформы сервисов в области недвижимости, о планах инвестирования в которую заявлял Биржин.
В ноябре 2021 года рейтинговое агентство АКРА присвоило ООО «Глоракс» кредитный рейтинг BBB-(RU), прогноз «стабильный». Рейтинг ежегодно подтверждаелся (2022-2024), в 2025 году был повышен до BBB-(RU).
В апреле 2025 года рейтинговое агентство НКР присвоило АО «Глоракс» кредитный рейтинг BBB+.ru со стабильным прогнозом.

## Деятельность
GloraX ориентируется преимущественно на жильё бизнес-класса. Крупнейший проект — «Лиговский Сити» (800 тыс. кв. м) в Санкт-Петербурге. По версии конкурса «Архитектон» проект получил главный приз (Золотой диплом) в номинации для жилых зданий. «Лиговский Сити» стал самым продаваемым жилым комплексом в сегменте «бизнес» в Санкт-Петербурге во втором квартале 2020 года на основе данных Росреестра.
GloraX участвует в застройке намывных территорий Васильевского острова, общий объём жилья — 450 тыс. кв. м., размер инвестиций — 30 млрд рублей, площадь общественно-делового квартала — 15 гектаров.
На март 2021 года портфель законченных проектов девелопера насчитывал 2,5 млн кв. м., в стадии строительства — 130 тыс. кв. м. По данным Единого реестра застройщиков, на середину того же года у GloraX было два региона присутствия — Санкт-Петербург (8 объектов) и Московская область (5 объектов). Попытки Glorax выйти на московский рынок недвижимости по факту на март 2020 года не увенчались успехом, при этом компания не отказывается от подобных планов.
В октябре 2021 года ИД «Коммерсантъ» сообщил о том, что GloraX инвестирует $2 млн в цифровую платформу ReRooms, автоматизирующую процессы отделки и индивидуального ремонта.
В октябре 2021 года GloraX вывел на рынок коммерческие помещения в проекте GloraX City Заневский в Красногвардейском районе Петербурга.
В 2021 году GloraX запустил суперапп, в котором можно посмотреть витрину новостроек, проверить наличие парковки, мест в выбранном доме и т.д.
В ноябре 2021 года девелопер получил разрешение на строительство проекта премиум-класса GloraX Aura Василеостровский на намывных территориях Васильевского острова. Авторы проекта — международное бюро KCAP Architects&Planners, бюро ORANGE Architects и бюро «А.Лен».
В декабре 2021 года введён в эксплуатацию ЖК Grand House на Тележной улице Санкт-Петербурга. Комплекс включает 259 квартир и инфраструктуру (подземный паркинг, переговорную комнату, лаундж-зону, спортивный зал). Объём инвестиций — 2,3 млрд рублей. В том же месяце девелопер купил землю под бизнес-центр в Петроградском районе Санкт-Петербурга.

## Происшествия
В мае 2020 года в результате обрушения строительных лесов на Расстанной улице Санкт-Петербурга пострадали шестеро рабочих, один из потерпевших скончался на месте происшествия. Было возбуждено уголовное дело. По данным «Коммерсанта», застройщик объекта — Glorax Development (ЖК Ligovsky City). Представители девелопера заявили, что работы на данном участке выполнял сторонний подрядчик «ПКС Инжиниринг».